# لينين الرملي
لينين الرملي (18 أغسطس 1945 - 7 فبراير 2020)، كاتب مسرحي مصري بارز، كون ثنائياً فنياً مع الممثل محمد صبحي في العديد من أبرز مسرحياته.
أبرز ما يميز هذا الكاتب هو حسه الكوميدي المرير، بمعنى أنه يكتب كتابة ضاحكة ولكنها تعطي نفس التأثير التراجيدي من نقد الذات والسخرية من الواقع المرير وتناقض شخصياته البلهاء والمتغطرسة المغترة بغبائها. من أبرز سمات أسلوبه أيضا، وهي نقطة فنية دقيقة لممارسي الكتابة والفرجة على المسرح الخاص في وقت واحد هي أن الضحك والكوميديا لا يتوقفان أثناء تحرك الحدث دراميا أو العكس، بمعنى إن الحدث والنمو الدرامي للموقف لا يتوقفان مطلقا أثناء العمل المسرحي فالضحك والدراما يتلازمان طوال الوقت. هذا شيء يدرك صعوبته من يعملون في مسرح الكوميديا.

## أبرز أعماله

### المسرحيات
- علي بيه مظهر
- تخاريف
- انتهى الدرس يا غبي
- أهلا يا بكوات
- وداعا يا بكوات
- عفريت لكل مواطن
- الشيء
- الكابوس
- سعدون المجنون
- بالعربي الفصيح
- وجهة نظر
- الهمجي
- انا وشيطاني
- الحادثة
- سك على بناتك
- اعقل يا دكتور[4]

### ومن أعماله السينمائية
- علي بيه مظهر و40 حرامي
- فرصة العمر
- الإرهابي
- بخيت وعديلة1
- بخيت وعديلة2
- البداية
- هاللو أمريكا

### ومن أعماله التليفزيونية
- هند والدكتور نعمان
- حكاية ميزو
- مبروك جالك ولد
- برج الحظ

## التكريم
- جائزة النيل.[5]